# Frederik 1. af Preussen
Frederik 1. (tysk: Friedrich I.; født 11. juli 1657, død 25. februar 1713) var kurfyrste af Brandenburg (som Frederik 3.) fra 1688 til 1713 og den første konge i Preussen fra 1701 til 1713.
Han var søn af Kurfyrst Frederik Vilhelm af Brandenburg (Den Store Kurfyrste) og tilhørte Huset Hohenzollern. Han efterfulgte sin far som kurfyrste af Brandenburg og hertug af Preussen i 1688. Han opnåede kejserens tilladelse til at lade sig krone til konge i Preussen og blev kronet i Königsberg i 1701. Prisen var ud over et stort beløb til både kejser og kirke, at han skulle følge kejseren i den Spanske Arvefølgekrig. 
Han vandt ikke den store anerkendelse og var kendt som et svagt og nydelsessygt menneske, der ikke gavnede landets økonomi. Han nærede stor interesse for kunst og videnskab og grundlagde et akademi i Berlin (Akademie der Künste) og Universitet i Halle.
Han blev efterfulgt som konge af sin ældste søn, Frederik Vilhelm.